# Карнауба-дус-Дантас
Карнауба-дус-Дантас (порт. Carnaúba dos Dantas) — муниципалитет в Бразилии, входит в штат Риу-Гранди-ду-Норти. Составная часть мезорегиона Центр штата Риу-Гранди-ду-Норти. Входит в экономико-статистический микрорегион Серидо-Ориентал. Население составляет 7294 человека на 2006 год. Занимает площадь 245,648 км². Плотность населения — 29,7 чел./км².

## Статистика
- Валовой внутренний продукт на 2003 год составляет 17 795 262,00 реалов (данные: Бразильский институт географии и статистики).
- Валовой внутренний продукт на душу населения на 2003 год составляет 2555,69 реалов (данные: Бразильский институт географии и статистики).
- Индекс развития человеческого потенциала на 2000 год составляет 0,742 (данные: Программа развития ООН).

## Важнейшие населенные пункты
| № | Населённый пункт    | Населённый пункт (порт.) | Категория | Население чел. (2010) | На карте                       |
| - | ------------------- | ------------------------ | --------- | --------------------- | ------------------------------ |
| 1 | Карнауба-дус-Дантас | Carnaúba dos Dantas      | город     | 6028                  | 6°33′26″ ю. ш. 36°35′33″ з. д. |
| 2 | Эрму                | Ermo                     | поселок   | 386                   | 6°32′35″ ю. ш. 36°30′34″ з. д. |